# Boon (Míchigan)
Boon es un lugar designado por el censo ubicado en el condado de Wexford en el estado estadounidense de Míchigan. En el Censo de 2010 tenía una población de 167 habitantes y una densidad poblacional de 36,72 personas por km².

## Geografía
Boon se encuentra ubicado en las coordenadas 44°17′17″N 85°35′51″O / 44.28806, -85.59750. Según la Oficina del Censo de los Estados Unidos, Boon tiene una superficie total de 4.55 km², de la cual 4.55 km² corresponden a tierra firme y (0%) 0 km² es agua.

## Demografía
Según el censo de 2010, había 167 personas residiendo en Boon. La densidad de población era de 36,72 hab./km². De los 167 habitantes, Boon estaba compuesto por el 98.2% blancos, el 0% eran afroamericanos, el 0% eran amerindios, el 0.6% eran asiáticos, el 0% eran isleños del Pacífico, el 0% eran de otras razas y el 1.2% pertenecían a dos o más razas. Del total de la población el 0% eran hispanos o latinos de cualquier raza.